# Tokio-Marathon 2015
| 9. Tokio-Marathon     | 9. Tokio-Marathon                 |
| --------------------- | --------------------------------- |
| Stadt                 | Tokio, Japan                      |
| Datum                 | 22. Februar 2015                  |
| Distanz               | 42,195 Kilometer                  |
| Sieger                |                                   |
| Männer                | Endeshaw Negesse (2:06:00 h)      |
| Frauen                | Birhane Dibaba Adugna (2:23:15 h) |
| ← Tokio-Marathon 2014 | Tokio-Marathon 2016 →             |
| Website               | Offizielle Website                |

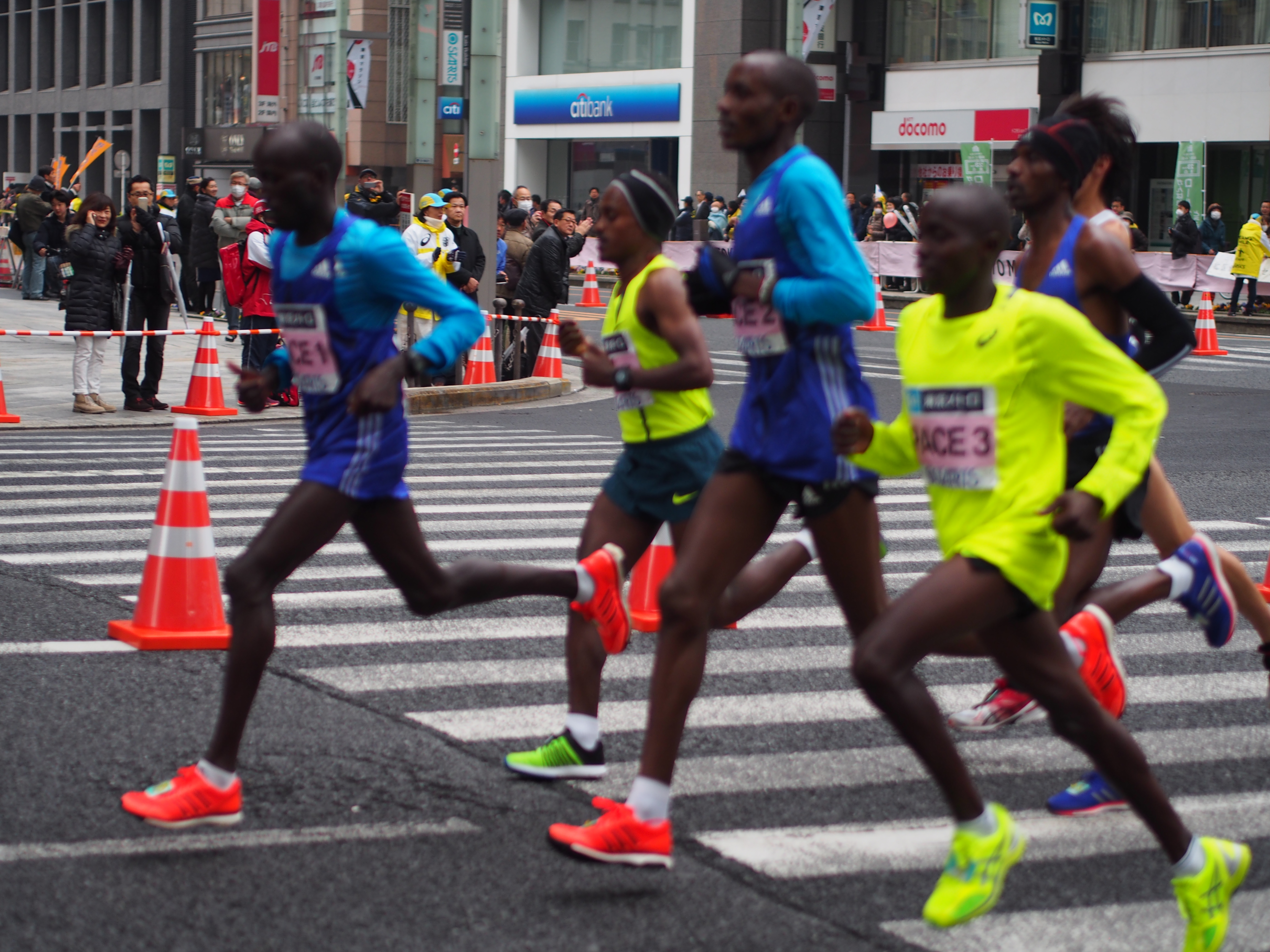
Führungsgruppe bei den Männern

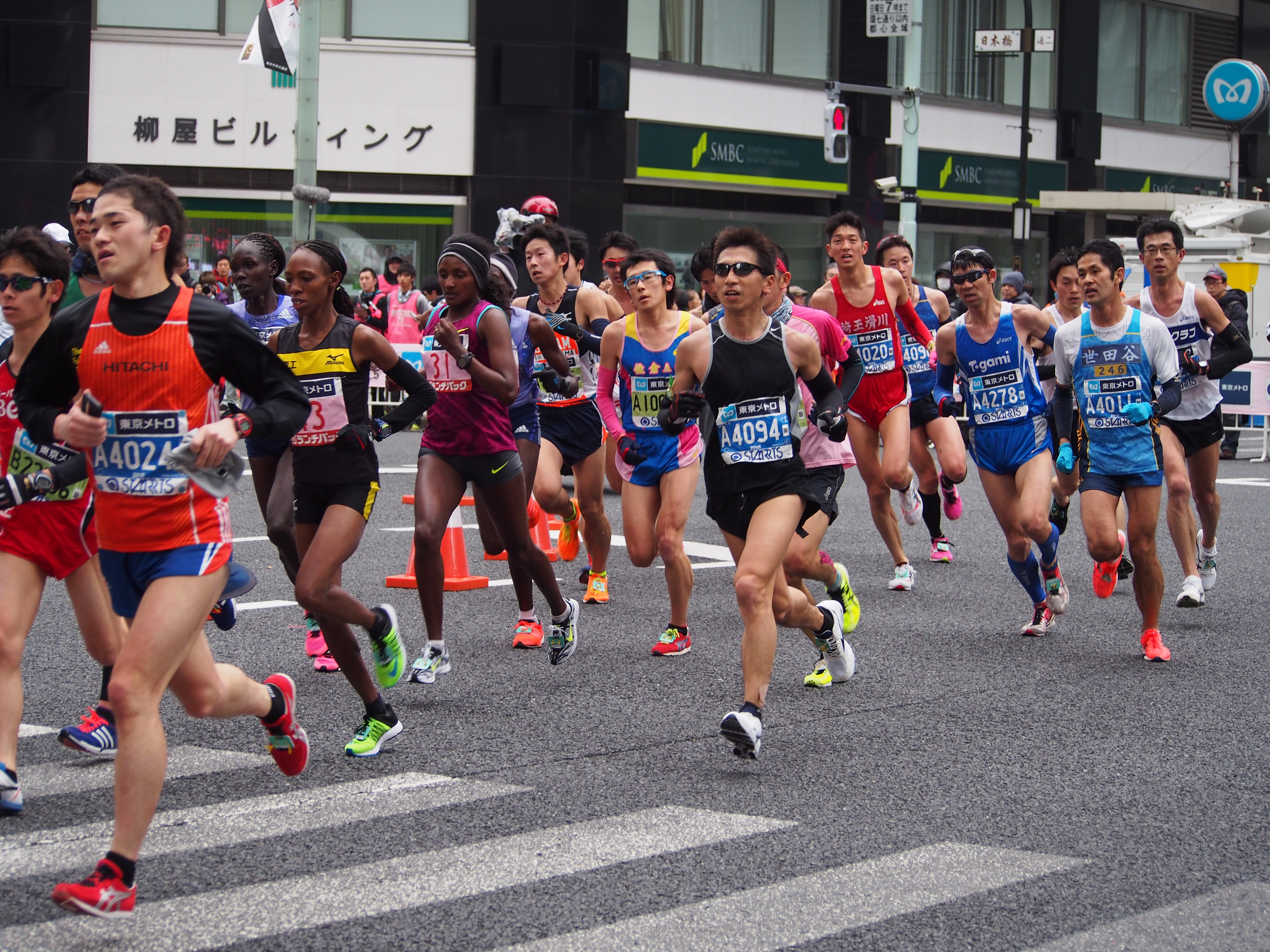
Führungsgruppe bei den Frauen

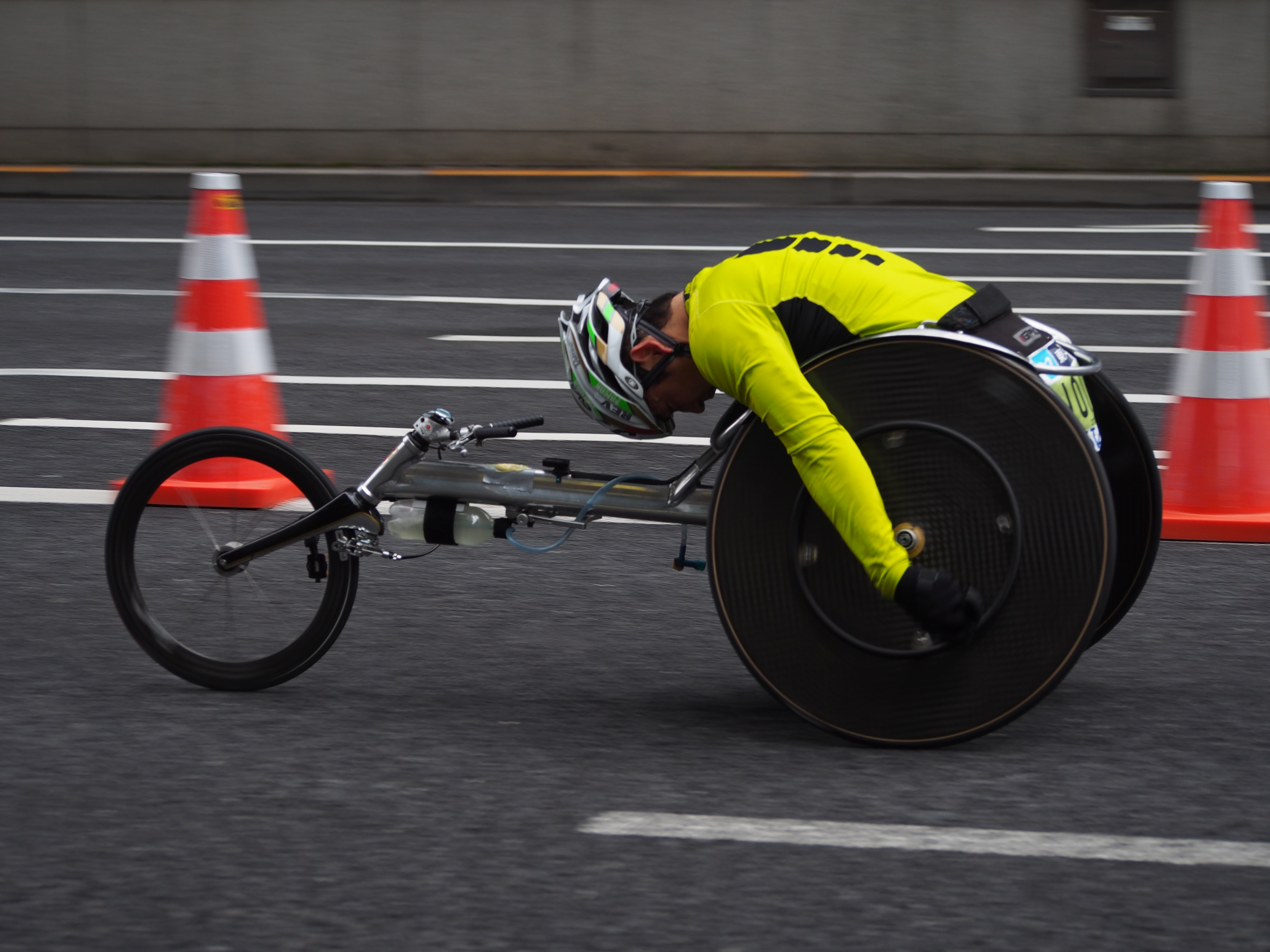
Wheelchairer

Der Tokio-Marathon 2015 (jap. 東京マラソン2015, Tōkyō Marason 2015) war die neunte Ausgabe der jährlich in Tokio, Japan stattfindenden Laufveranstaltung. Der Marathon fand am 22. Februar 2015 statt. Er war der erste Lauf des World Marathon Majors 2015/16 und hatte das Etikett Gold der IAAF Road Race Label Events 2015.
Bei den Männern gewann Endeshaw Negesse in 2:06:00 h und bei den Frauen Birhane Dibaba Adugna in 2:23:15 h.

## Ergebnisse

### Männer
| Platz | Athlet                 | Land      | Zeit (h) |
| ----- | ---------------------- | --------- | -------- |
| 01    | Endeshaw Negesse       | Äthiopien | 2:06:00  |
| 02    | Stephen Kiprotich      | Uganda    | 2:06:33  |
| 03    | Dickson Kiptolo Chumba | Kenia     | 2:06:34  |
| 04    | Shumi Dechasa          | Bahrain   | 2:07:20  |
| 05    | Peter Kimeli Some      | Kenia     | 2:07:22  |
| 06    | Markos Geneti          | Äthiopien | 2:07:25  |
| 07    | Masato Imai            | Japan     | 2:07:39  |
| 08    | Tsegay Kebede          | Äthiopien | 2:07:58  |
| 09    | Hiroaki Sano           | Japan     | 2:09:12  |
| 10    | Benjamin Ngandu        | Kenia     | 2:09:19  |

### Frauen
| Platz | Athletin               | Land      | Zeit (h) |
| ----- | ---------------------- | --------- | -------- |
| 01    | Birhane Dibaba Adugna  | Äthiopien | 2:23:15  |
| 02    | Helah Kiprop           | Kenia     | 2:24:03  |
| 03    | Tiki Gelana            | Äthiopien | 2:24:26  |
| 04    | Selly Chepyego Kaptich | Kenia     | 2:26:43  |
| 05    | Flomena Cheyech Daniel | Kenia     | 2:26:54  |
| 06    | Yeshi Esayias          | Äthiopien | 2:30:15  |
| 07    | Madoka Ogi             | Japan     | 2:30:25  |
| 08    | Albina Majorowa        | Russland  | 2:34:21  |
| 09    | Yukari Abe             | Japan     | 2:34:43  |
| 10    | Yumiko Kinoshita       | Japan     | 2:35:49  |